# Altenbreitungen
Altenbreitungen ist ein Ortsteil der Gemeinde Breitungen/Werra im Landkreis Schmalkalden-Meiningen in Thüringen.

## Lage
Altenbreitungen liegt am rechten Hochufer der Werra an der Bundesstraße 19. Westlich befindet sich die Werraaue. Die historische Ortslage Altenbreitungen bildet die Bebauung im Areal Eisenacher Straße, Wirtsgasse und Meininger Straße. Die Werrabrücke verbindet den Ortsteil mit Frauenbreitungen, die Nürnberger Straße führt nach Osten in den 800 m entfernten Ortsteil Burgbreitungen und weiter zum 1,5 km entfernten Herrenbreitungen.

## Geschichte
Erstmals wurde Altenbreitungen am 13. September 1137 erwähnt. Altenbreitungen ist der älteste Teil von Breitungen, was mit Funden belegt ist. Der Ort wurde nach örtlicher Überlieferung von den Alemannen gegründet. In der später zum Amt Frauenbreitungen im Herzogtum Sachsen-Meiningen gehörenden Gemeinde Alten- und Frauenbreitungen waren die Ortsteile Altenbreitungen und Frauenbreitungen seit dem Mittelalter sehr eng miteinander wirtschaftlich verflochten.
1950 erfolgte die Verschmelzung mit Herrenbreitungen zum Ort Breitungen/Werra.

## Persönlichkeiten
- Johann Adam Reum (1780–1839) – Botaniker, Pädagoge